# Alleur
Alleur (en wallon Aleur) est une section de la commune belge d'Ans située en Région wallonne dans la province de Liège.
C'était une commune à part entière avant la fusion des communes de 1977. L'ancienne commune de Xhendremael fusionna avec elle le 17 juillet 1970.

## Toponymie
Le nom du village pourrait provenir du latin allodium (alleu), un terme du droit féodal désignant un héritage libre de toute redevance.

## Démographie
- Sources:INS, Rem:1831 jusqu'en 1970=recensements, 1976= nombre d'habitants au 31 décembre
- 1976: Annexon de Xhendremael au 1 janvier 1971

## Historique
Au Moyen Âge, la seigneurie d'Alleur appartenait à l'évêque. En 1332, l'évêque la céda au chapitre cathédral de Saint-Lambert et lui adjoignit le hameau de Hombroux. La seigneurie ecclésiastique d'Alleur-Hombroux appartiendra au chapitre de Saint-Lambert jusqu'à la révolution liégeoise.
Alleur a été détruit par Charles le Téméraire en 1468 lors de la troisième Guerre de Liège et rapidement rebâti. Deux ans plus tard on comptait soixante familles à Alleur et soixante-trois à Hombroux. Le siège de la cour de justice d'Alleur et Hombroux était situé au lieu-dit le « Tiyou ».
La paroisse d'Alleur, rattachée à celle de Xhendremael, faisait partie du concile de Tongres. Le chapitre de Saint-Lambert en était collateur et décimateur. La chapelle de Hombroux dépendait de la paroisse d'Ans. La dîme appartenait à la collégiale Saint-Pierre depuis le Xe siècle. Aucune de ces chapelles n'avait de baptistère, on n'y célébrait pas les funérailles.

## Patrimoine et culture

### Patrimoine architectural et sites
- Château de Waroux.
- Ferme de Waroux
- Église d'Alleur.
- Athénée Royal d'Ans.
- Cimetière d'Alleur.

#### Château-ferme de Hombroux

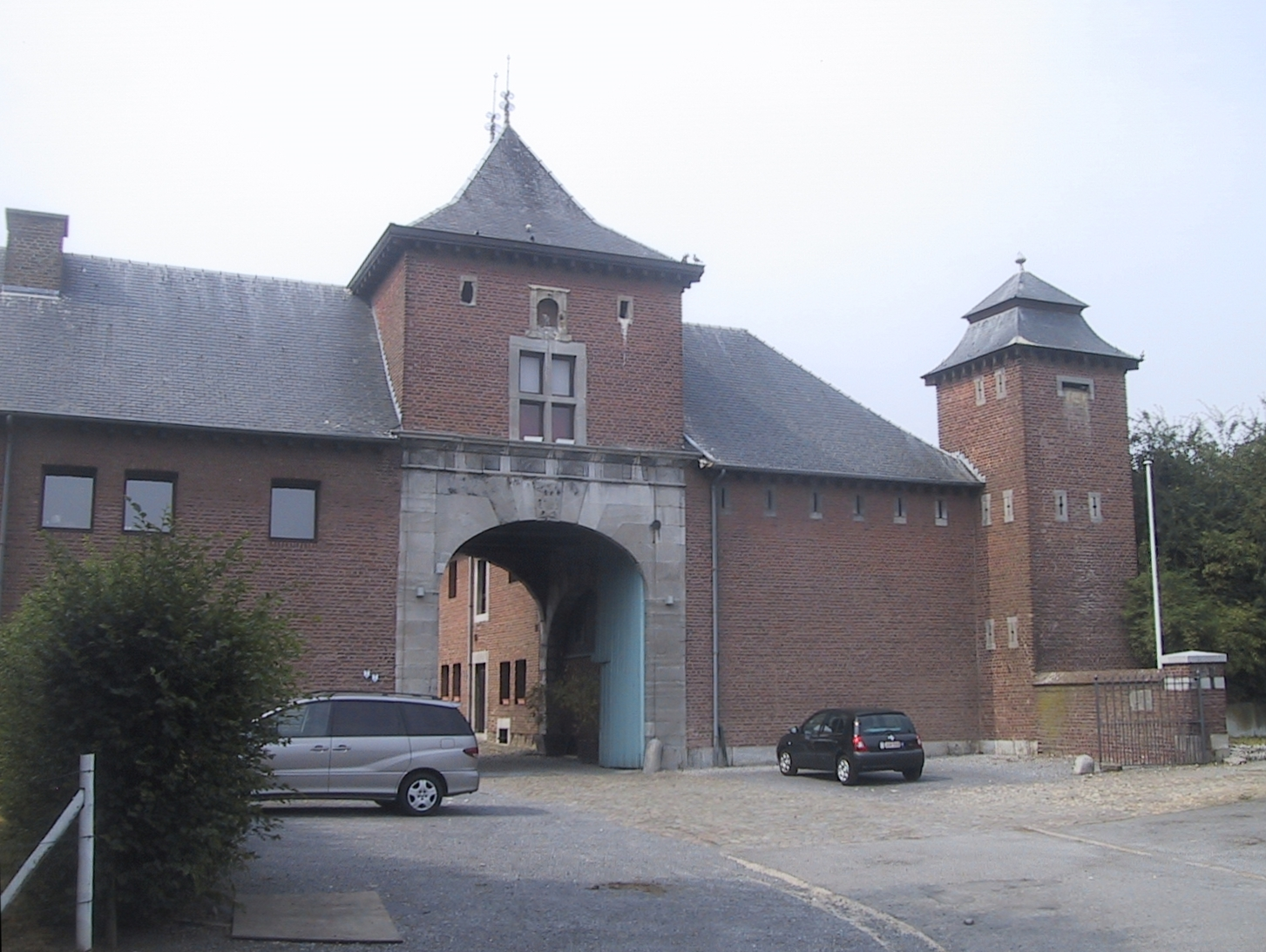
Château-ferme de Hombroux.

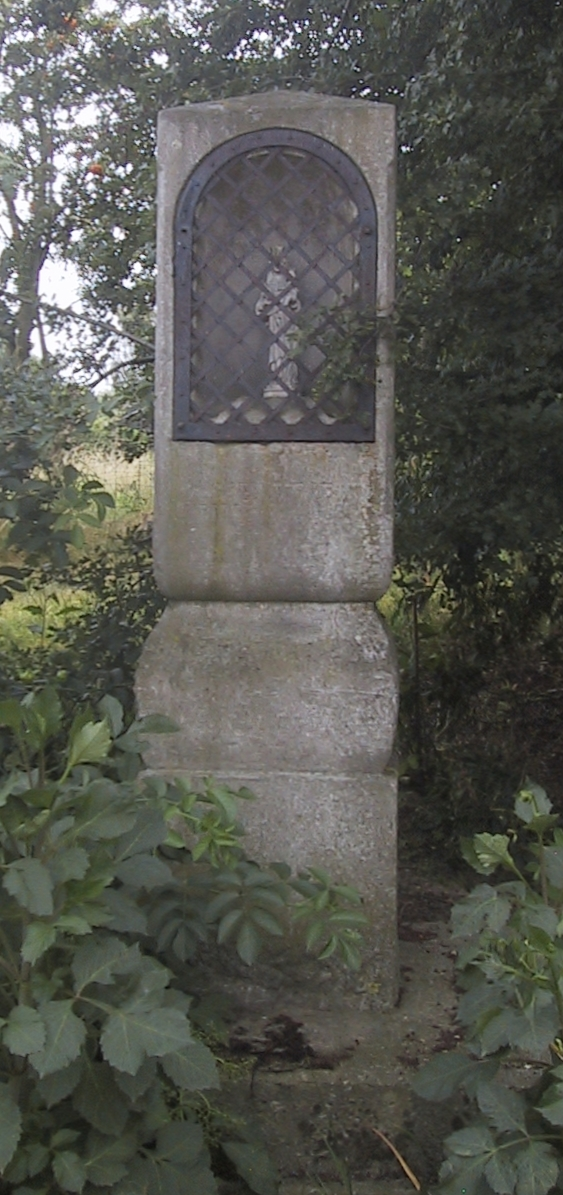
Croix de Hombroux.

Le château-ferme de Hombroux était à l'origine, en 1248, une grange pour exploiter les terres que l'abbaye du val Benoît possédait à Hombroux. Les bâtiments actuels datent de 1730 et ont été classés par la commission royale des monuments et sites.
La ferme est aménagée en logements et bureaux. Elle n'est pas accessible au public.

#### Chapelle de Hombroux

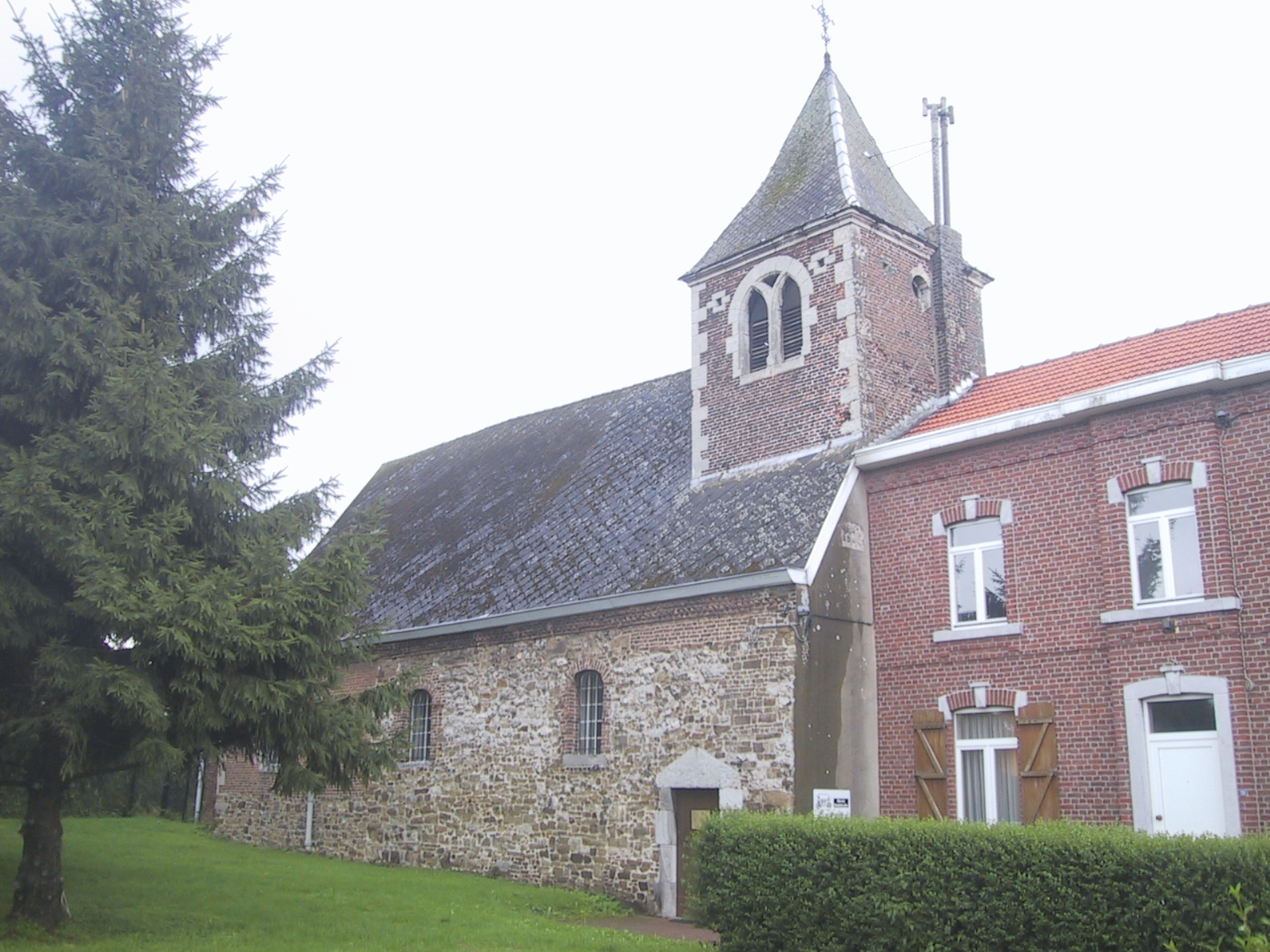
Chapelle de Hombroux.

Cette chapelle très ancienne fut reconstruite à l'époque romane, au XIIe siècle. Au XVIIe siècle, elle fut allongée et élargie sur les bases du bâtiment roman.
À y découvrir :
- des bancs du XVIIIe siècle ;
- des statues des XVIIe et XVIIIe siècles ;
- des pierres tombales armoriées.

Les dates de 1606 et de 1695 figurent sur la chapelle.

#### Grotte Notre-Dame

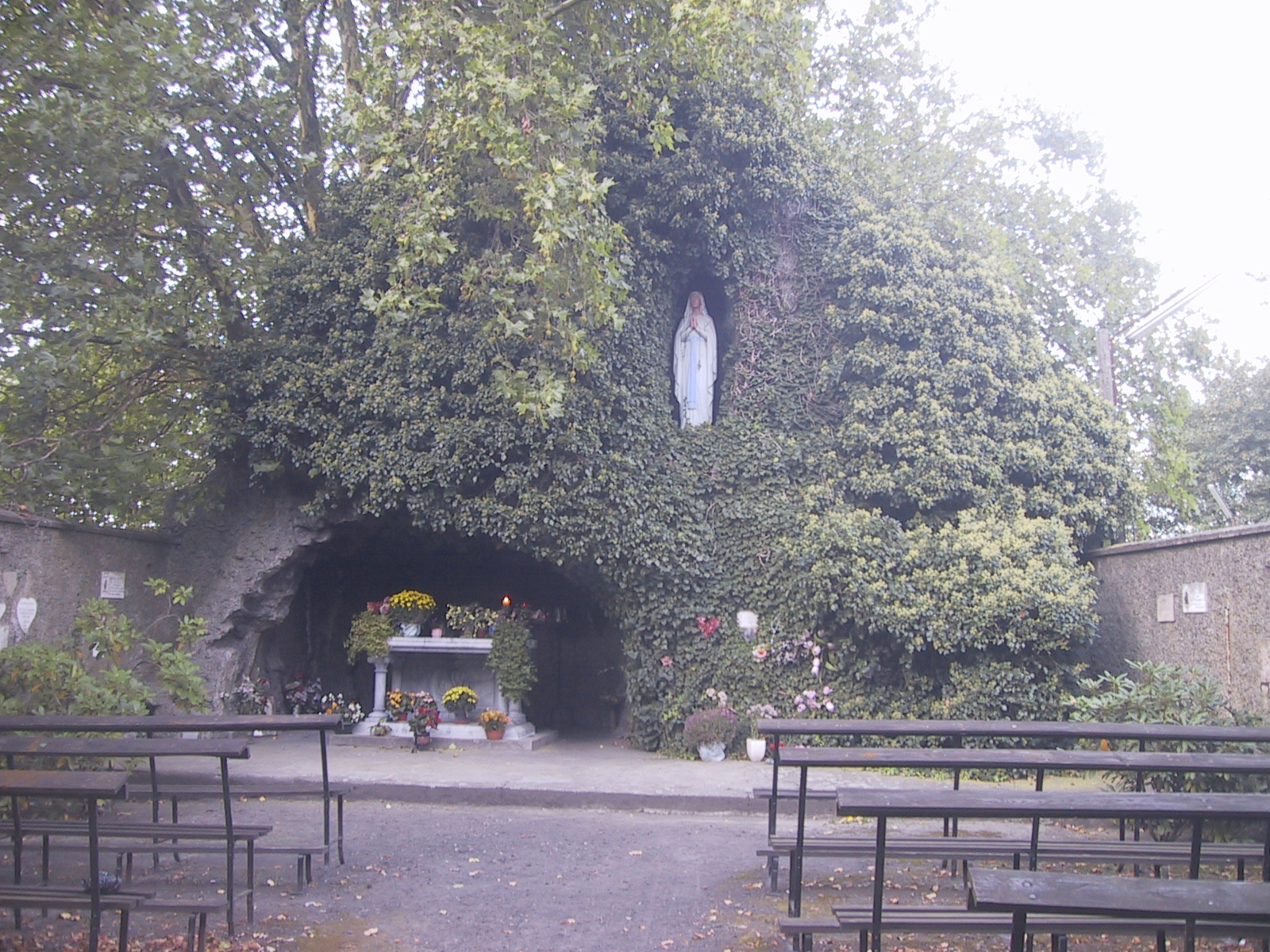
Grotte Notre-Dame.

La grotte Notre-Dame de Lourdes fut érigée en 1930 pour son intercession pour deux habitantes d'Alleur : Rosine Namotte et Josée Petry.

#### Terrain de Swin Golf

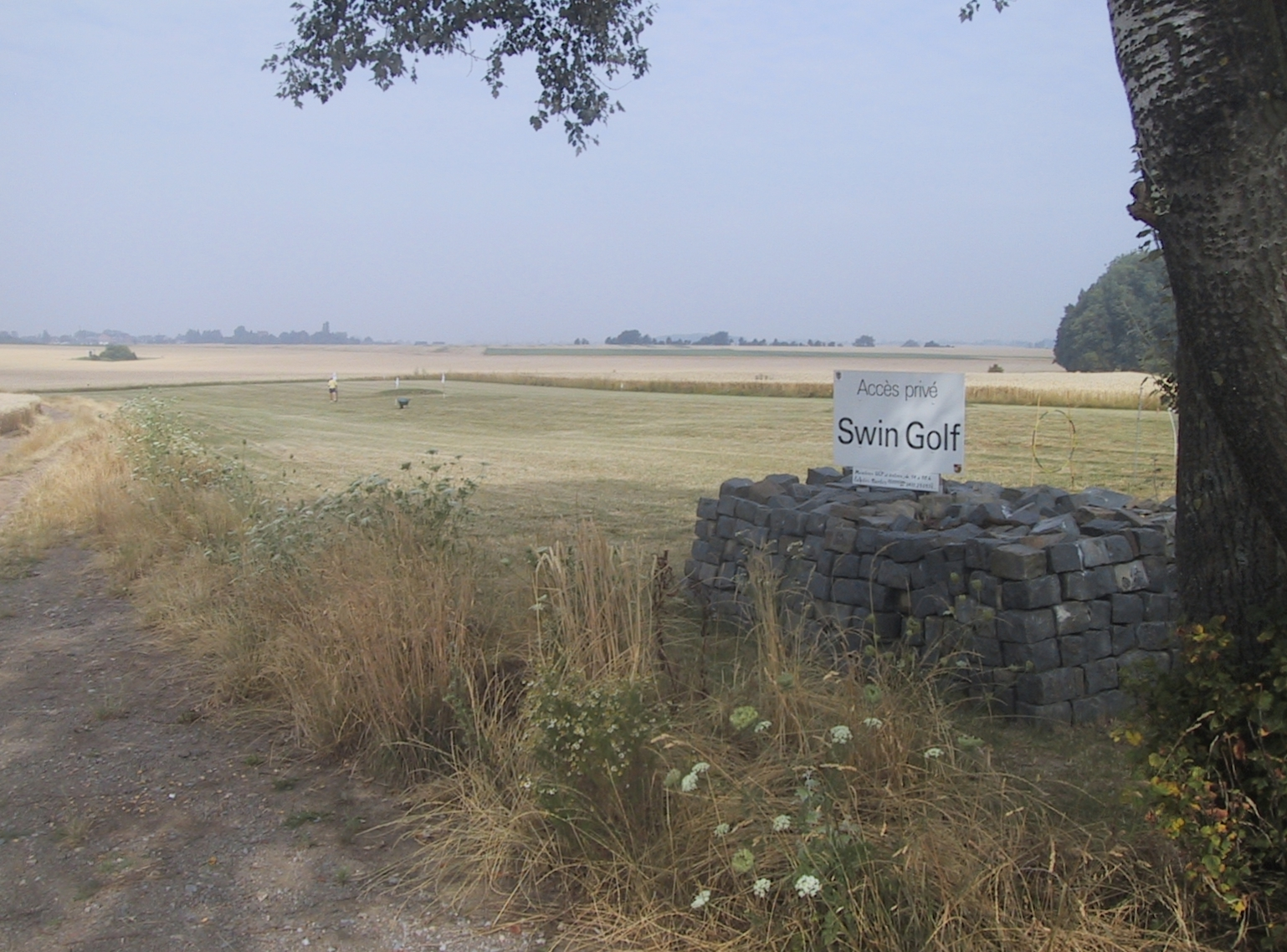
Swin Golf.

Ce terrain de swin golf vaut le détour car il y a peu de tels terrains. Il est situé avenue de Peville.

#### Les Coureurs
Le MET a placé une sculpture en métal coloré de Andrien Mady Adrien aux deux ronds-points de la sortie 32 de l'E40 (rue de l'expansion). Cette sculpture représente le public, les coureurs et le vainqueur (en jaune bien sûr) d'une course cycliste.

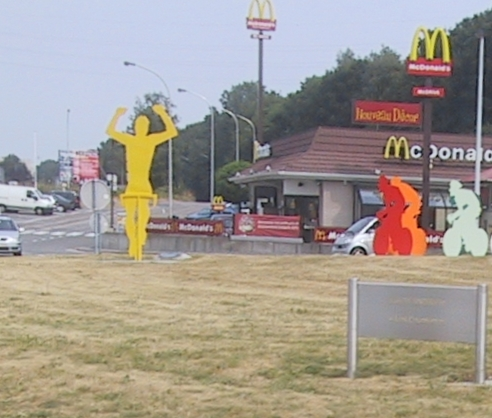
Le maillot jaune.

#### Divers monuments aux morts des guerres mondiales duXXesiècle
Sur la commune d'Alleur, il y a plusieurs monuments aux morts des deux guerres mondiales du XXe siècle (de gauche à droite) :
- rue de la Résistance ;
- rue de Waroux à la mémoire des deux frères Everard de Harzir (enfants des propriétaires du château de Waroux). On peut y lire « Ici est tombé héroïquement le 4 septembre 1944 pour la Patrie et pour le Roi Philippe Everard de Harzir lieutenant à l'Armée Secrète renouvelant le sacrifice de son frère Alain Everard de Harzir lieutenant au 1er lancier tombé au combat de Passendaele le 27 mai 1940 ».

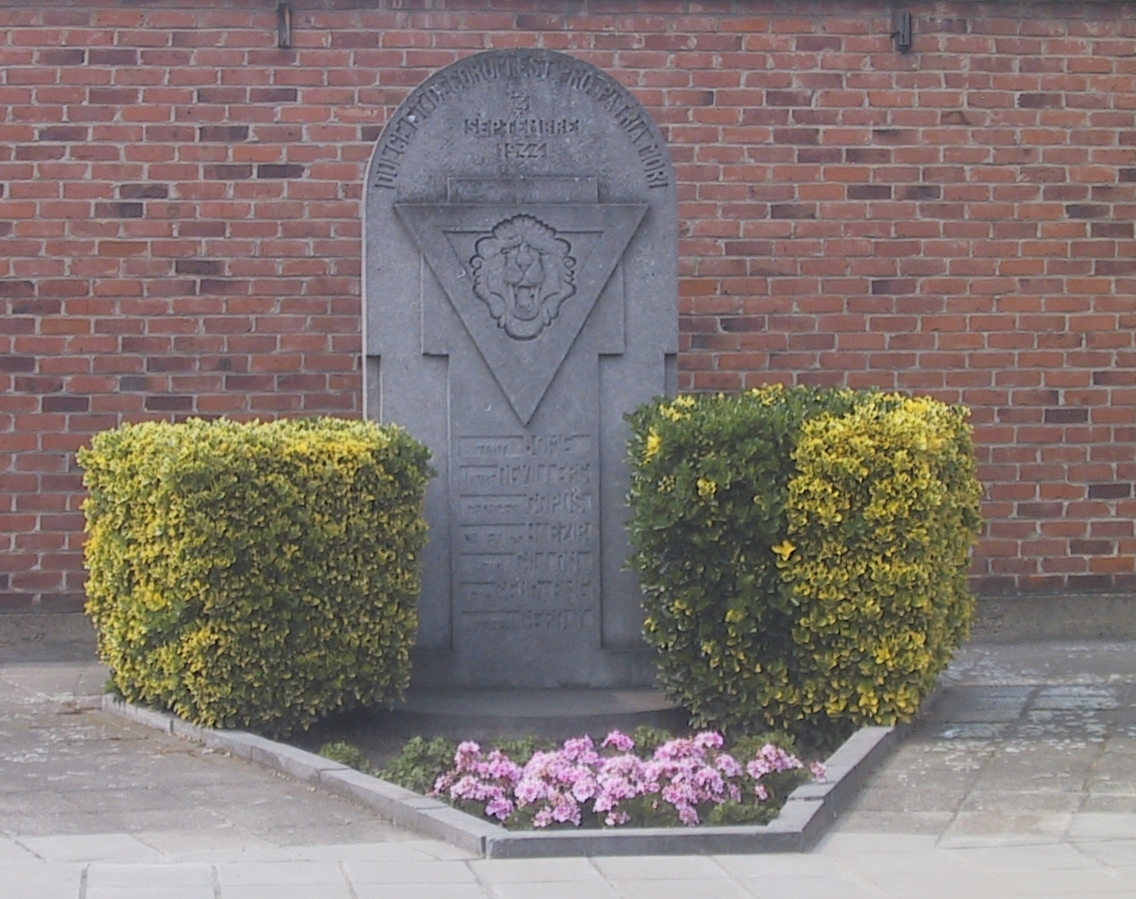
Rue de la Résistance.
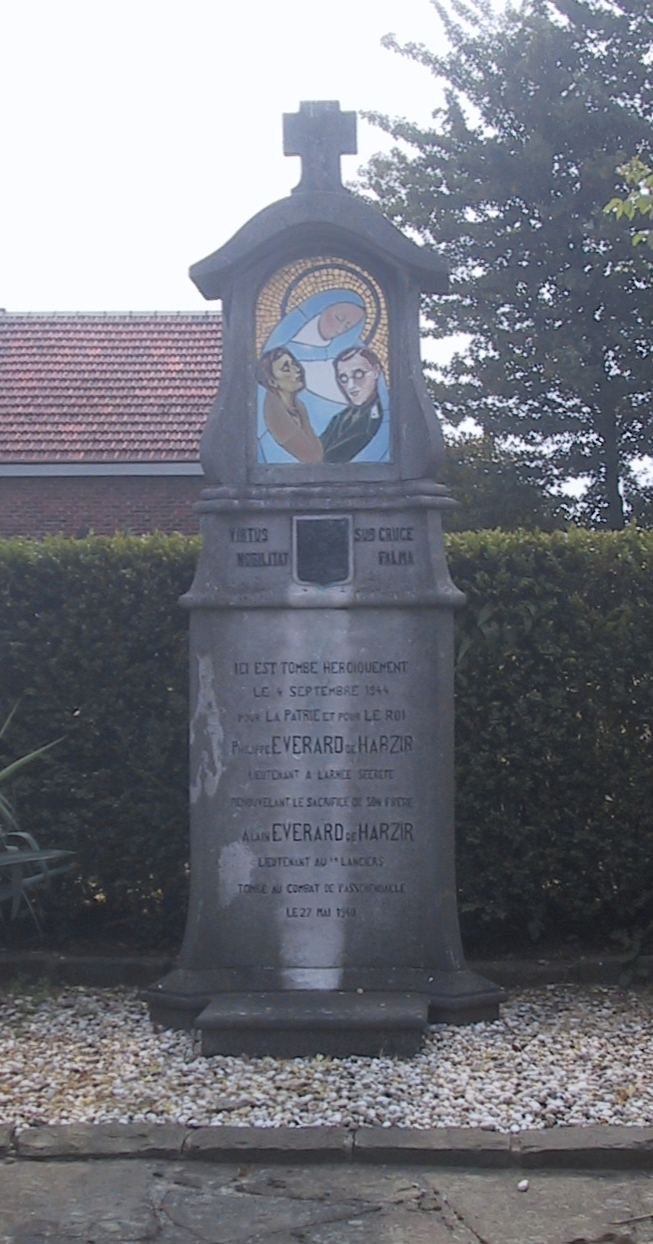
Rue de Waroux.

## Enseignement

### L'Athénée royal d'Ans
Il est situé rue Georges Truffaut, 37. On y dispense des études générales (sciences appliquées et sciences économiques), techniques (assistance en pharmacie, automation et usinage) et professionnelles (tertiaires, menuiserie et électricité). Certains cours se donnent en immersion linguistique.

## Lieux publics

### Cimetière d'Alleur
Divers personnalités, dont Michel Daerden et François Sterchele, sont inhumées au cimetière d'Alleur situé rue de l'Aïté.

## Personnalités
- François Streel (1859-1900), représentant belge, est né à Alleur.